# Adolphe Régnier
Pour les articles homonymes, voir Régnier.
Adolphe Régnier, né le 7 juillet 1804 à Mayence, et mort le 20 octobre 1884 à Fontainebleau, est un philologue, traducteur et bibliothécaire français.

## Biographie
Adolphe Régnier est professeur au Collège de France. Il effectue de nombreuses traductions de poèmes et de pièces de l'auteur allemand Friedrich Schiller.
Il est également précepteur du prince Philippe, comte de Paris (1843-1853), membre de l'Académie des inscriptions et belles-lettres et directeur de la « Collection des grands écrivains de la France ».
En 1873, il est nommé bibliothécaire du palais de Fontainebleau, où il meurt onze ans plus tard.
Son fils Adolphe (1834-1875) était également bibliothécaire et érudit.

## Récompenses et distinctions
- 1841 :  Chevalier de la Légion d'honneur
- 1875 :  Officier de la Légion d'honneur
- 1877 : prix Archon-Despérouses